# .ai
Pour les articles homonymes, voir AI.
.ai est le domaine de premier niveau national (country code top level domain : ccTLD) réservé au territoire d'Anguilla.
Les noms de domaine .ai sont fréquents parmi les startups informatiques. D'autre part, également dans le domaine de l'informatique, l'usage de .ai est lié au fait que le sigle AI est identifié comme l'abréviation de Artificial Intelligence (intelligence artificielle).
En 2021, le nom de domaine a rapporté plus de 7 millions de dollar à Anguilla et la somme pourrait atteindre 30 millions en 2023 selon Bloomberg, soit 10% du PIB.